# Chickasaw, Alabama
Chickasaw là một thành phố thuộc quận Mobile, tiểu bang Alabama, Hoa Kỳ. Dân số năm 2009 là 5934 người, mật độ đạt 545 người/km².